# Szewiele
Szewiele (biał. Шавялі, Szawiali; ros. Шевели, Szewieli) – wieś na Białorusi, w obwodzie brzeskim, w rejonie lachowickim, w sielsowiecie Żerebkowicze.

## Historia
W dwudziestoleciu międzywojennym leżały w Polsce, w województwie nowogródzkim, w powiecie baranowickim, w gminie Lachowicze. W 1921 miejscowość liczyła 657 mieszkańców, zamieszkałych w 121 budynkach, w tym 648 Białorusinów, 6 Polaków i 3 osoby innej narodowości. 639 mieszkańców było wyznania prawosławnego, 13 mojżeszowego i 5 rzymskokatolickiego.
Po II wojnie światowej w granicach Związku Sowieckiego. Od 1991 w niepodległej Białorusi.

## Ludzie związani z miejscowością
- Jan Sokół – ofiara zbrodni katyńskiej z Białoruskiej Listy Katyńskiej; mieszkaniec Szewieli